# Введенская церковь (Хэндаохэцзы)
Це́рковь Введе́ния во храм Пресвято́й Богоро́дицы (кит. 横道河子圣母进堂教堂) — недействующий православный храм Китайской православной церкви, расположенный на станции Хэндаохэцзы Китайско-Восточной железной дороги. Единственный деревянный православный храм, сохранившийся в Китае.

## История
В 1903 году на территории русского посёлка станции КВЖД «Хэндаохэцзы» был построен храм, освящённый в декабре того же года епископом Иннокентием (Фигуровским) в честь Введения во храм Пресвятой Богородицы. Он мог вместить до 700 прихожан.
Позднее храм вошёл в состав Харбинской епархии. В 1955 году  последний настоятель Введенского храма протоиерей Николай Кушков выехал в СССР. В 1957 году, в связи с тем, что прихожане уехали из этих мест в СССР, Австралию или США, храм был закрыт, и в нём более полувека располагалась больница.
Осенью 2017 года к русским прихожанам Покровского храма в Харбине обратился китайский член православной общины Юй Чжицян, в крещении Иван, у которого был дом в Хэндаохэцзы, с просьбой о консультационной помощи в приведении Введенского храма в достойное состояние. Он рассказал, что по инициативе местной китайской администрации в храме планируются восстановительные работы.
Русский клуб в Харбине, располагая старыми фотографиями убранства храма, дал китайской стороне предложения по чертежам иконостаса, киотов и распятия, указали правильный порядок расположения икон. Стараниями благочинного первого округа Владивостокской епархии протоиерея Димитрия Федорина в Софрине были заказаны иконы, некоторая церковная утварь и четыре подсвечника такого же типа, как были когда-то в Введенском храме. В марте 2018 года всё заказанное было им же привезено в Китай и передано китайской стороне.
30 июня 2018 года группа русских прихожан из Харбина во главе с иереем Дионисием Голубевым посетила поселок Хэндаохэцзы. В храме Введения во храм Пресвятой Богородицы отец Дионисий совершил краткий молебен и освятил новый иконостас в храме-музее. По окончании молебна была отслужена заупокойная лития на месте бывшего русского кладбища.

## Священнослужители
- 1914—1924 — Шапошников Василий Григорьевич (Воронежская губ., 1 марта 1877 —?), священник[5]
- 1920—1928 — Нежинцев Михаил, священник
- 1924—1928 — Николаевский Михаил (ок. 1887 — Сиэтл, США, 26 февраля 1934), священник
- 1928—1932 — Любимов Павел, протоиерей
- 1933—1937 — Плаксин Симеон (? — Харбин, Китай, 9 марта 1938), священник
- 1937—1955 — Кушков Николай, священник

Диаконы
- 1919—1928 — Виноградов Николай
- 1928—1932 — Долгополов Аркадий
- 1941 — Домрачев Николай